# São José de Ribamar
São José de Ribamar es el tercer municipio más poblado del estado brasileño del Maranhão. Su población es de 162.925 habitantes según censo del IBGE en 2010. Pertenece a la Región Metropolitana de São Luís. Es uno de los cuatro municipios que integran la isla São Luís. Situada en el extremo este de la Isla, frente a la bahía de São José, dista cerca de 32 kilómetros del centro de la capital maranhense.
El nombre de la ciudad es en homenaje al patrono del Maranhão. En la ciudad de Ribamar se encuentra uno de los santuarios más importantes del Norte-Nordeste.

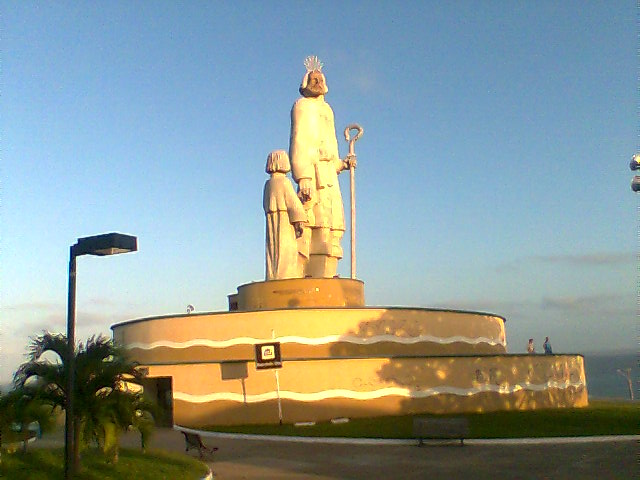
Monumento a São José de Ribamar.

## Acceso
El acceso se da por una ruta asfaltada, a una hora de São Luís.

## Puntos turísticos
Los principales puntos turísticos de São José de Ribamar son:
- Monumento a São José de Ribamar
- Iglesia de São José de Ribamar
- Gruta de Nuestra Señora de Lourdes
- Casa de los Milagros
- Museo de los Ex-votos
- Tienda de Artesanías
- Muelle
- Pozo de la Salud
- Centro de Cultura y Turismo (lugar de exposiciones mensuales de variados temas)
- Parque de la Ciudad
- Playas del Medio, Araçagi, Panaquatira, Punta Verde, Jararaí, Juçatuba, Caúra y Boa Viagem